# Зайців (Полтавська область)
Зайці́в — село, Михайлівська сільська рада, Великобагачанський район, Полтавська область, Україна.
Село ліквідоване в 1986 році.

## Географія
Село Зайців розташоване за 2,5 км від сіл Мар'янське, Кульбашне та Суржки.

## Історія
- 1986 — село ліквідоване[1].